# العلمانية في إيران

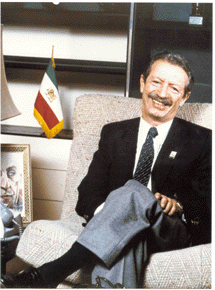

بدأت العلمانية في إيران لأول مرة في عام 1924 عندما توج رضا شاه كعاهل جديد. وبعدها أنشأ لأول مرة سياسة الدولة العلمانية التي أصبح من غير القانوني أن يظهر أو يعبّر أي شخص عن آرائه في العقيدة الدينية بما في ذلك ارتداء الحجاب أوالشادور للنساء (قضية كشف الحجاب) واللحية للرجال (مع استثناء الشارب). وحظرت المهرجانات الدينية العامة (مثل محرم وعاشوراء) ومنع رجال الدين من القاء الخطب والوعظ في الأماكن العامة، وقيدت بشدة أنشطة المساجد.
مع كثرة وقوة انتقادات العلماء التقليديين الذين ينظر إليهم كسلطة دينية، إلا أن هدف رضا شاه ومقصده هو علمنة إيران والقضاء على هيمنة رجال الدين الشيعة في الحكومة والمجتمع. خلال فترة حكمه فقد ظهرت الحالات الأولى من التطرف الإسلامي والإرهاب في إيران باعتبارها رد فعل عنيف ضد السياسات العلمانية له. فقد اغتيل عدد من السياسيين والكتاب العلمانيين مثل أحمد كسروي أيدي المعارضين المتطرفين، وأشهرهم نواب صفوي الذي تعتبره اليوم حكومة جمهورية إيران الإسلامية بطلا قوميا. بعد الإطاحة برضا شاه ارسلته القوات البريطانية والسوفياتية الغازية إلى المنفى، فانتهى عصر العلمانية في إيران. فاستعادت إيران الديموقراطية بشكلها الصحيح من الفترة 1941 حتى 1953، وعاد أيضا رجال الدين الشيعة إلى مستواهم السابق من السلطة والنفوذ بسبب وجود القاعدة الأساسية لدعمهم في المناطق الريفية بوسط إيران. بعد سنة 1953 بدأت الحكومة الإيرانية تصبح أقل ديمقراطية، واتخذت باضطراد خطوات اللازمة لاستعادة سياسات رضا شاه العلمانية والقضاء على نفوذ رجال الدين الشيعة وتنظيم الدين في الحكومة والحياة العامة. وفي أواخر الستينات اجبر محمد رضا شاه رجال الدين الشيعة لحضور الجامعات العامة التي تديرها الدولة للحصول على شهادات الرخص الدينية والوعظ على غرار المدارس اللاهوت المسيحية. وفي السبعينات بدأ محمد رضا شاه باتخاذ الخطوات لاستبعاد رجال الدين الشيعة من المشاركة في البرلمان وفرض قيود على المظهر العام للدين والشعائر الدينية. استلهم كل من رضا شاه ومحمد رضا شاه أفكارهم العلمانية من مدارس ما بعد الثورة الفرنسية والمدارس السياسية الأميركية الكلاسيكية التي تدعو إلى الفصل بين الدين والدولة، والقى باللوم على بريطانيا لصعود الإسلاميين والإسلام الراديكالي في إيران والشرق الأوسط. لهذا السبب سعى البهلويون الإيرانيون وبقوة لعلاقات وثيقة مع فرنسا والولايات المتحدة. وفي فبراير 1979 وبعد خلع حكومة شابور بختيار رئيس الوزراء، تأسست حكومة مؤقتة بقيادة رئيس الوزراء مهدي بازركان الذي سعى إلى تأسيس الديمقراطية الإسلامية القومية مع حكومة موالية لسياسة السوق الاقتصادي الحرة ولكنها عارضت رغبات آية الله روح الله الخميني وجماعته المؤيدة للجمهورية الإسلامية، فاستقالت حكومة بازركان وبشكل جماعي في نوفمبر 1979 مباشرة بعد أن استولى الطلبة الإيرانيون على السفارة الأمريكية.
اعتبرت نهاية حكومة بازركان علامة رسمية لنهاية علمانية الدولة الموجهة في إيران. في فبراير 1980 أنشأ الحزب الجمهوري الإسلامي وبدعم من الكتلة الشيوعية المتشددة الحكومة الثيوقراطية الحالية في إيران مع ابقاء آية الله الخميني مرشدا أعلى.
ظلت المعارضة العلمانية للحكومة الإسلامية في جمهورية إيران الإسلامية نشطة حتى سنة 1984، ولكن بعد ذلك وصفهم الطبقة الحاكمة من رجال الدين والعلماء بالزنادقة والمرتدين، فسجنوا واعدموا أو نفوا من البلاد.

## الساسة والشخصيات العلمانية من إيران
- رضا شاه
- محمد مصدق
- أحمد كسروي
- داریوش فروهر
- شابور بختيار
- محمد رضا بهلوي
- محمد فضل الله زاهدی
- داريوش همايون
- رضا بهلوي الثاني
- أمير عباس هويدا